# Gewerkschaftserlass
Im Gewerkschaftserlass (Erlass über das Koalitionsrecht der Soldaten und der gewerkschaftliche Betätigung in den Kasernen) vom 1. August 1966 wurde Soldaten der Bundeswehr von Verteidigungsminister Kai-Uwe von Hassel nach einigem Zögern ausdrücklich gestattet, Gewerkschaften beizutreten. Damit konnte der bereits 1956 gegründete Deutsche BundeswehrVerband (DBwV) im vollen Umfang als Gewerkschaft aktiv werden, und auch die Gewerkschaft ÖTV begann, Soldaten aufzunehmen, ohne jedoch die Bedeutung des DBwV zu erreichen. 
Als Reaktion auf den Gewerkschaftserlass traten der Generalinspekteur der Bundeswehr General Heinz Trettner und Generalmajor Günther Pape, der Kommandeur im Wehrbereichs III, zurück.